# Phlebocarya pilosissima
Phlebocarya pilosissima är en enhjärtbladig växtart som först beskrevs av Ferdinand von Mueller, och fick sitt nu gällande namn av George Bentham. Phlebocarya pilosissima ingår i släktet Phlebocarya och familjen Haemodoraceae.

## Underarter
Arten delas in i följande underarter:
- P. p. pilosissima
- P. p. teretifolia